# José Antonio Zaldúa
José Antonio Zaldúa Urdanavia, conhecido como Zaldúa, (Elizondo, 15 de dezembro de 1941 – Sant Andreu de Llavaneres, 30 de junho de 2018) foi um jogador de futebol espanhol que jogou como atacante.

## Biografia
Ele nasceu em Elizondo, de Navarre. Ao longo de sua carreira, Zaldúa jogou por clubes espanhóis Real Valladolid, o FC Barcelona, o CA Osasuna e CE Sabadell FC. A nível internacional, representou a Seleção Espanhola de Futebol.
Morreu em 30 de junho de 2018, aos 76 anos.